# Metropolitana Toei
La metropolitana Toei (都営地下鉄?, Toei chikatetsu, lett. "metropolitana gestita dalla metropoli") è uno dei due sistemi metropolitani di Tokyo, l'altro è la Tokyo Metro. La metropolitana Toei è gestita dal Ufficio metropolitano del trasporto di Tokyo.
È composta da quattro linee che si sviluppano nei quartieri speciali di Tokyo e nelle aree circostanti.

## Storia
La metropolitana di Tokyo avrebbe dovuto essere costruita dalla Teito Rapid Transit Company (Eidan Subway), il predecessore della Tokyo Metro, ma nel giugno 1957 il Consiglio per i Trasporti Urbani decise che la costruzione della metropolitana avrebbe dovuto essere realizzata da diversi enti, non solo dall'Eidan. Il primo passo di questo processo fu il trasferimento della licenza per la Linea 1 (Linea Asakusa), già concessa all'Eidan, al Governo metropolitano di Tokyo, successivamente, anche le linee 6 (linea Mita) e 10 (linea Shinjuku) sono state concesse in licenza al governo metropolitano di Tokyo.

## Immagine aziendale
Oltre al suo logo, una foglia di ginkgo stilizzata usata come simbolo della metropoli di Tokyo, la metropolitana Toei condivide un linguaggio di design in comune con la Tokyo Metro. Le linee sono indicate da una lettera in Futura su uno sfondo bianco all'interno di un tondo con il colore della linea, con cartelli che indicano le stazioni che riportano anche il numero della stazione. I colori delle linee e le designazioni delle lettere sono complementari a quelli della Tokyo Metro, senza sovrapposizioni, ad esempio, la designazione delle lettere della linea Mita è "I", anziché "M", che è usata dalla linea Marunouchi della Tokyo Metro. Anche la segnaletica informativa è progettata in modo identico, con cartelli delle stazioni a livello della piattaforma che differiscono solo per il posizionamento delle bande nel colore della linea: la metropolitana Toei ha due bande sottili in alto e in basso, mentre la Tokyo Metro ha una banda più larga in basso (o, nel caso di cartelli lunghi e stretti, in una banda continua che si estende a sinistra e a destra lungo la parete stessa).

## Linee
La metropolitana Toei è composta da quattro linee che operano su 109,0 chilometri.
| Colore | Simbolo | Numero   | Linea          | Giapponese | Apertura | Tragitto                                                   | Stazioni | Lunghezza | Scartamento | Alimentazione       |
| ------ | ------- | -------- | -------------- | ---------- | -------- | ---------------------------------------------------------- | -------- | --------- | ----------- | ------------------- |
| Rosa   |         | Linea 1  | Linea Asakusa  | 浅草線     | 1960     | da Nishi-Magome a Oshiage                                  | 20       | 18,3 km   | 1435 mm     | 1500 VDC, catenaria |
| Blu    |         | Linea 6  | Linea Mita     | 三田線     | 1968     | da Meguro a Nishi-Takashimadaira                           | 27       | 26,5 km   | 1067 mm     | 1500 VDC, catenaria |
| Foglia |         | Linea 10 | Linea Shinjuku | 新宿線     | 1978     | da Shinjuku a Motoyawata                                   | 21       | 23,5 km   | 1372 mm     | 1500 VDC, catenaria |
| Rubino |         | Linea 12 | Linea Ōedo     | 大江戸線   | 1991     | da Hikarigaoka a Tochōmae via Tochōmae, Roppongi e Ryōgoku | 38       | 40,7 km   | 1435 mm     | 1500 VDC, catenaria |

## Servizi diretti
Tutte le linee tranne la linea Ōedo hanno collegamenti diretti con altre compagnie. Sebbene i veicoli della Tokyo Metro servano le prefetture di Kanagawa, Chiba e Saitama, che sono adiacenti a Tokyo, i veicoli di Toei sono gli unici a non servire Saitama.
|   | Linea         | Linea di prosecuzione |
| - | ------------- | --- |
| A | Linea Asakusa | Linea Keikyū Kurihama e Linea Keikyū Aeroporto, entrambe tramite la Linea Keikyū principale (da Sengakuji a Aeroporto Haneda (Aeroporto di Tokyo-Haneda) e Misakiguchi)            |
| A | Linea Asakusa | Linea Keisei Oshiage, Linea principale Keisei, Linea Hokusō, Linea Keisei Higashi-Narita e Ferrovia Shibayama (da Oshiage a Aeroporto Narita, Inba-Nihon-Idai o Shibayama-Chiyoda) |
| I | Mita          | Linea Tōkyū Meguro (da Meguro a Hiyoshi) |
| S | Shinjuku      | Nuova linea Keiō e Linea Keiō Sagamihara, entrambe via la Linea Keiō (da Shinjuku a Hashimoto o Takosanguchi)                                                                      |

## Materiale rotabile
- Linea Asakusa - Serie 5500 / Serie E5000 (locomotiva elettrica)
- Linea Mita - Serie 6300 / Serie 6500
- Linea Shinjuku - Serie 10-300
- Linea Ōedo - Serie 12-000 / Serie 12-600

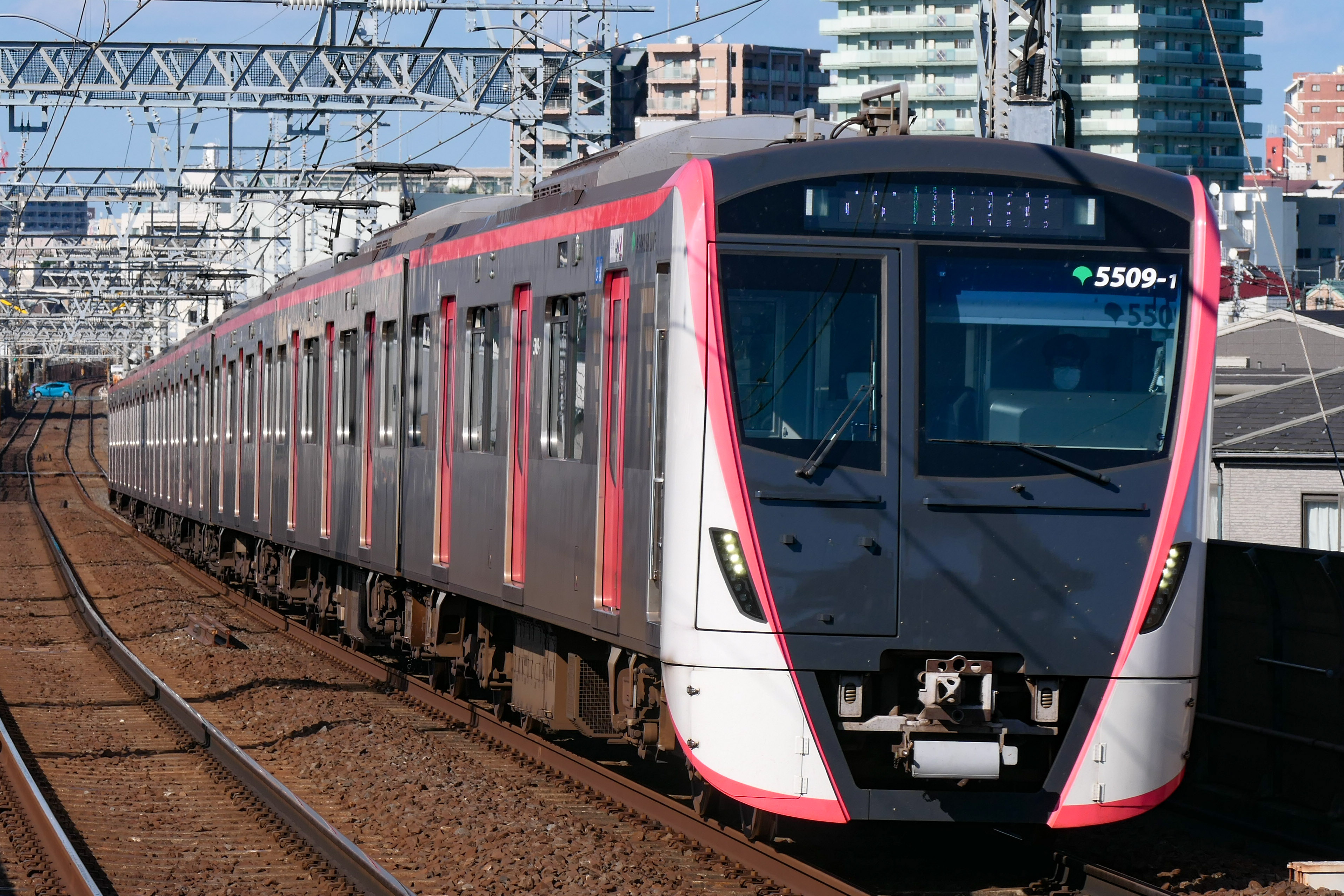
Serie 5500
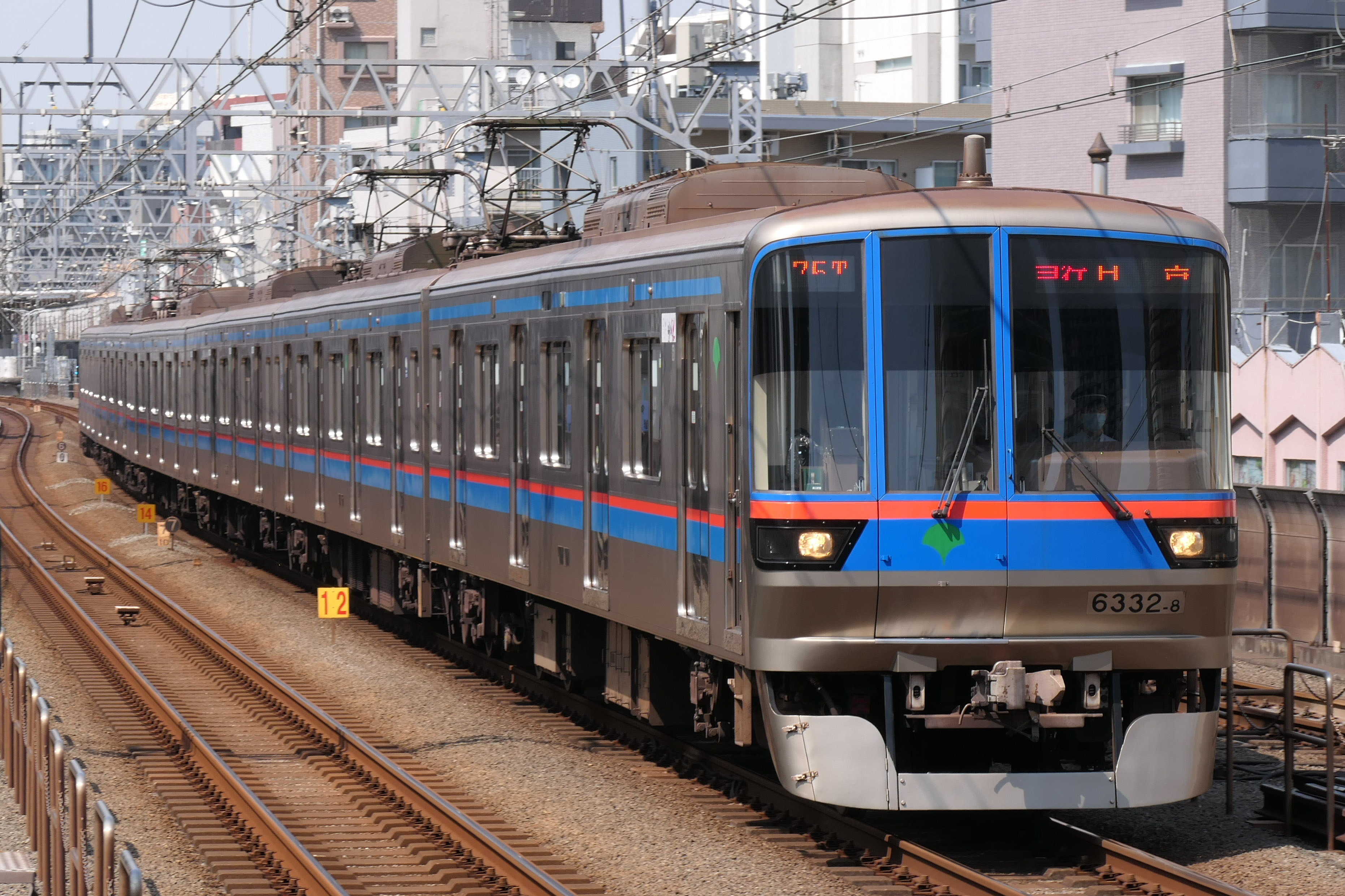
Serie 6300
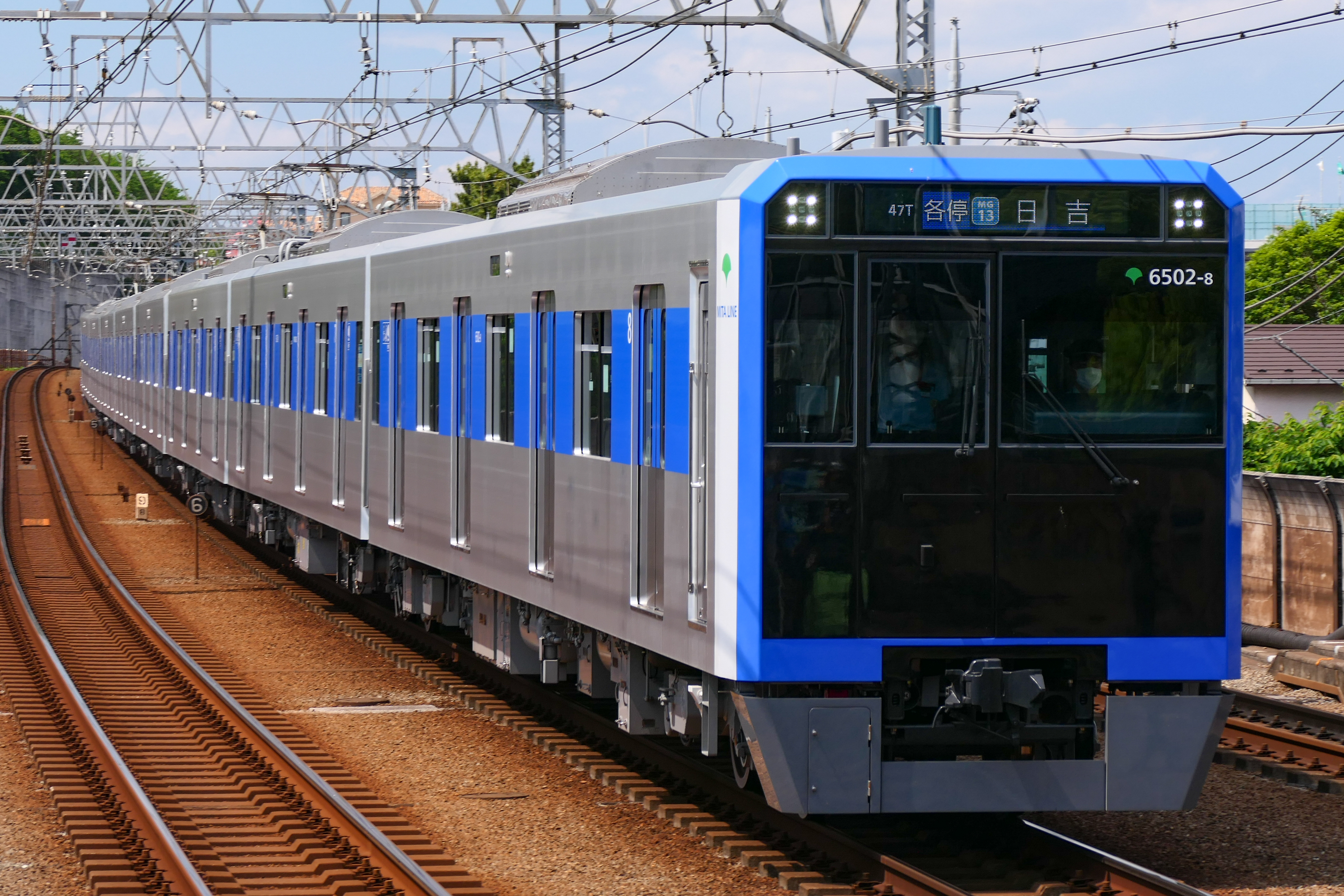
Serie 6500
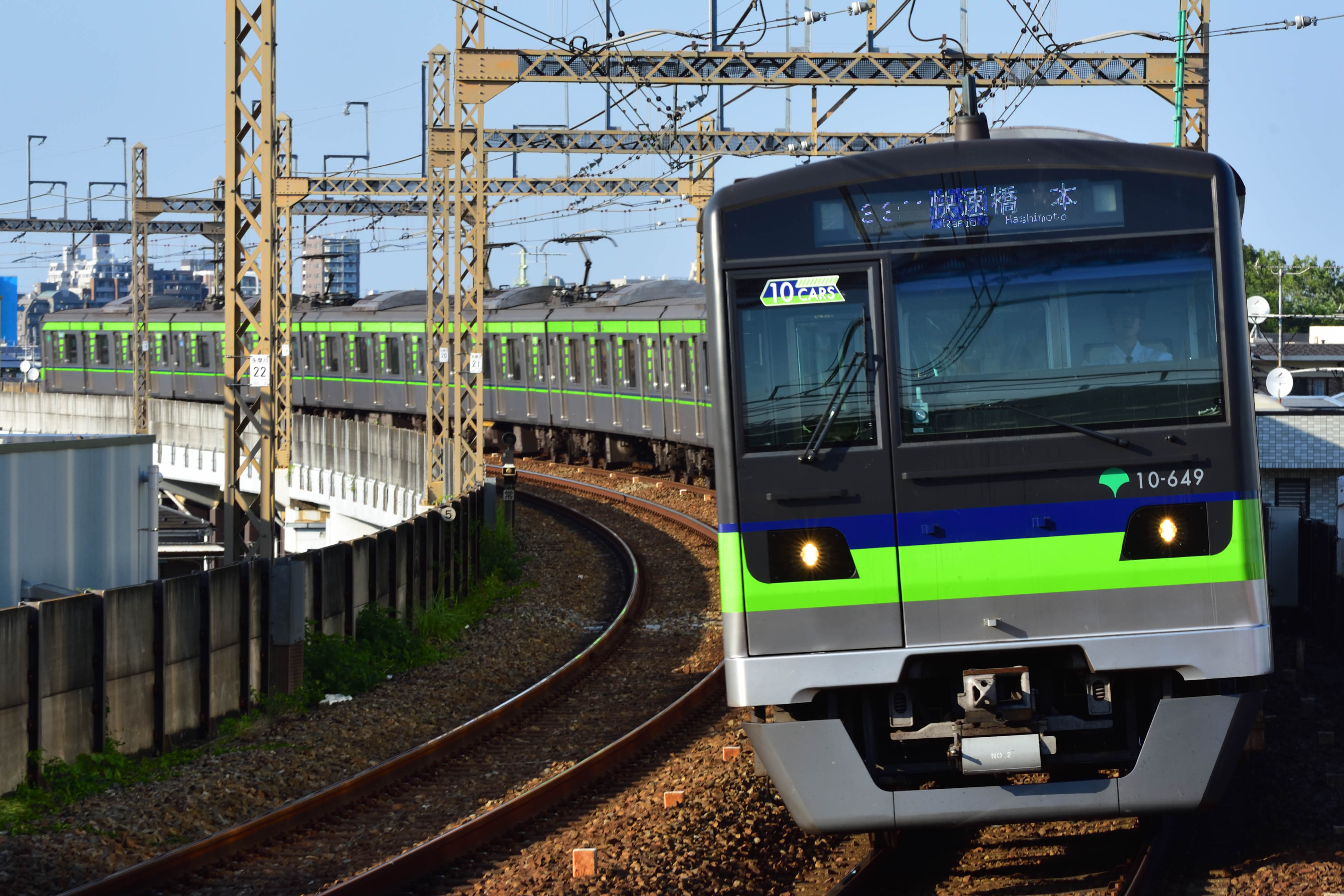
Serie 10-300
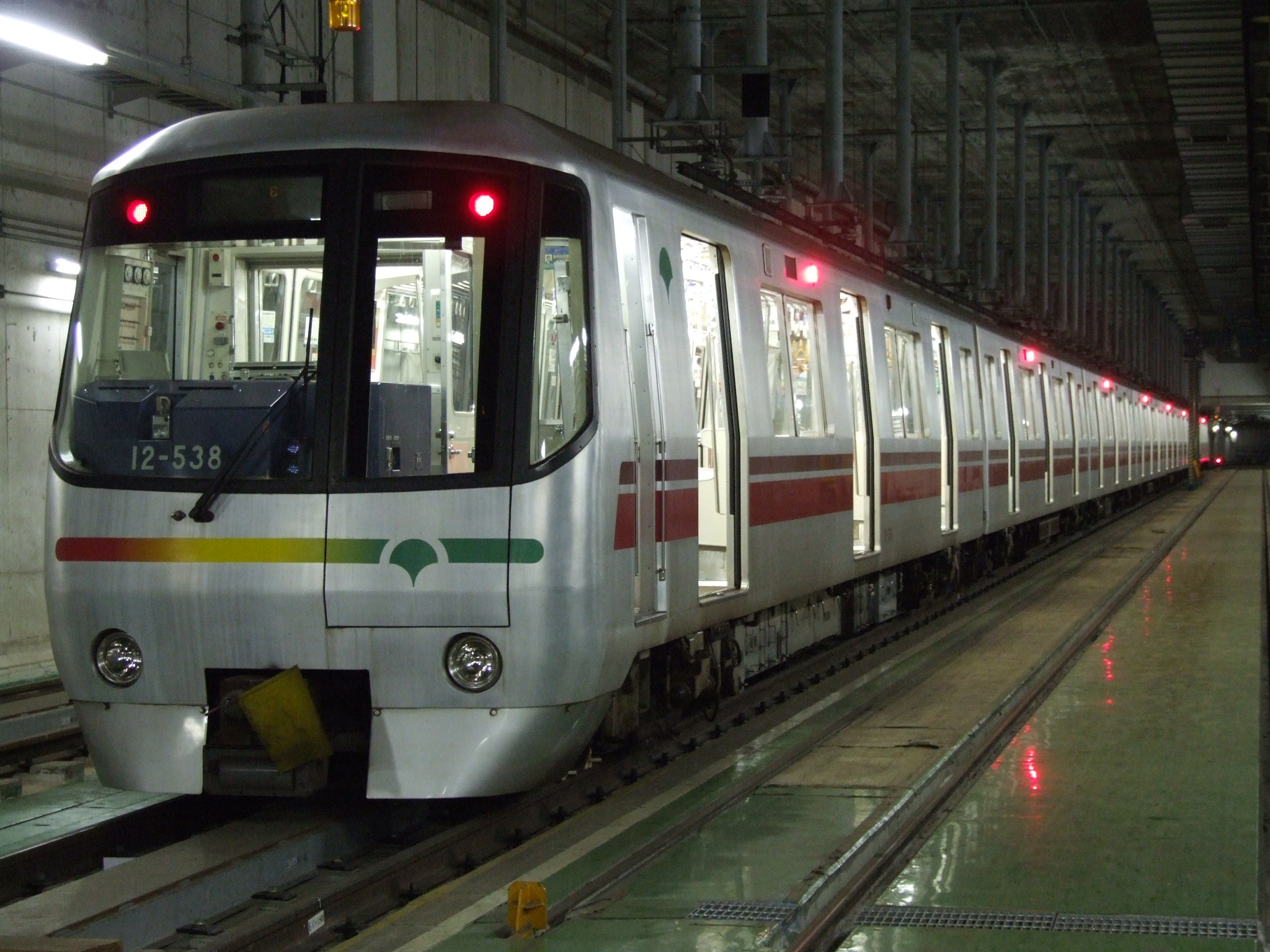
Serie 12-000
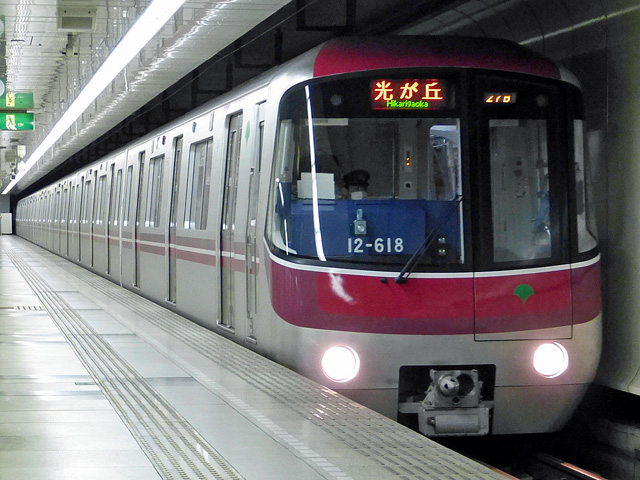
Serie 12-600
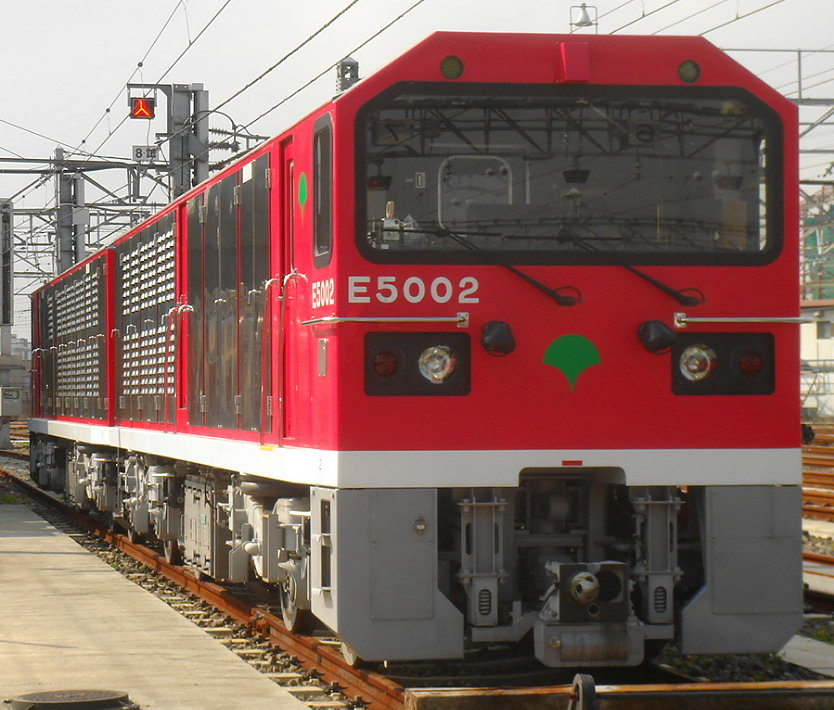
Serie E5000